# Estructura causal
En física matemàtica, l'estructura causal d'una varietat lorentziana descriu les possibles relacions causals entre punts de la varietat. Les varietats lorentzianes es poden classificar segons els tipus d'estructures causals que admeten (condicions de causalitat).

## Introducció
En la física moderna (especialment la relativitat general), l'espai-temps es representa mitjançant una varietat lorentziana. Les relacions causals entre punts de la varietat s'interpreten com a descripció de quins esdeveniments de l'espai-temps poden influir en quins altres esdeveniments.
L'estructura causal d'una varietat lorentziana arbitrària (possiblement corba) es complica més per la presència de curvatura. Les discussions sobre l'estructura causal per a aquestes varietats s'han de formular en termes de corbes suaus que uneixen parells de punts. Les condicions sobre els vectors tangents de les corbes defineixen llavors les relacions causals.

### Vectors tangents

Subdivisió de l'espai-temps de Minkowski respecte a un punt en quatre conjunts disjunts. El con de llum, el futur causal, el passat causal i altres llocs. La terminologia es defineix en aquest article.

Si {\displaystyle \,(M,g)} és una varietat lorentziana (per a mètrica {\displaystyle g} en col·lector {\displaystyle M}) aleshores els vectors tangents diferents de zero en cada punt de la varietat es poden classificar en tres tipus disjunts. Un vector tangent {\displaystyle X} és:
- com si fos el temps {\displaystyle \,g(X,X)<0}
- nul o semblant a la llum si {\displaystyle \,g(X,X)=0}
- com l'espai si {\displaystyle \,g(X,X)>0}

Aquí fem servir el {\displaystyle (-,+,+,+,\cdots )} signatura mètrica. Diem que un vector tangent no és de tipus espai si és nul o de tipus temps.
La varietat lorentziakana canònica és l'espai-temps de Minkowski, on {\displaystyle M=\mathbb {R} ^{4}} i {\displaystyle g} és la mètrica plana de Minkowski. Els noms dels vectors tangents provenen de la física d'aquest model. Les relacions causals entre punts de l'espai-temps de Minkowski prenen una forma particularment simple perquè l'espai tangent també és {\displaystyle \mathbb {R} ^{4}} i per tant els vectors tangents es poden identificar amb punts de l'espai. El vector tetradimensional {\displaystyle X=(t,r)} es classifica segons el signe de {\displaystyle g(X,X)=-c^{2}t^{2}+\|r\|^{2}}, on {\displaystyle r\in \mathbb {R} ^{3}} és una coordenada cartesiana en un espai tridimensional, {\displaystyle c} és la constant que representa el límit de velocitat universal, i {\displaystyle t} és temps. La classificació de qualsevol vector a l'espai serà la mateixa en tots els marcs de referència que estiguin relacionats per una transformació de Lorentz (però no per una transformació general de Poincaré perquè l'origen es pot desplaçar) a causa de la invariància de la mètrica.

### Orientabilitat temporal
A cada punt de {\displaystyle M} Els vectors tangents de tipus temporal a l'espai tangent del punt es poden dividir en dues classes. Per fer això, primer definim una relació d'equivalència en parells de vectors tangents de tipus temporal.
Si {\displaystyle X} i {\displaystyle Y} són dos vectors tangents semblants al temps en un punt, diem que {\displaystyle X} i {\displaystyle Y} són equivalents (escrits {\displaystyle X\sim Y} ) si {\displaystyle \,g(X,Y)<0}.
Aleshores hi ha dues classes d'equivalència que entre elles contenen tots els vectors tangents de tipus temporal en el punt. Podem (arbitràriament) anomenar una d'aquestes classes d'equivalència dirigida al futur i l'altra dirigida al passat. Físicament, aquesta designació de les dues classes de vectors temporals dirigits al futur i al passat correspon a l'elecció d'una fletxa del temps en el punt. Les designacions dirigides al futur i al passat es poden estendre a vectors nuls en un punt per continuïtat.
Una varietat lorentziana és orientable en el temps si es pot fer una designació contínua de vectors dirigits al futur i al passat per a vectors no espacials sobre tota la varietat.

### Corbes
Un camí cap a {\displaystyle M} és un mapa continu {\displaystyle \mu :\Sigma \to M} on {\displaystyle \Sigma } és un interval no degenerat (és a dir, un conjunt connectat que conté més d'un punt) en {\displaystyle \mathbb {R} }. Un camí suau té {\displaystyle \mu } diferenciable un nombre adequat de vegades (normalment {\displaystyle C^{\infty }} ), i un camí regular té una derivada no nul·la.
Una corba en {\displaystyle M} és la imatge d'un camí o, més pròpiament, una classe d'equivalència d'imatges de camí relacionades per re-parametrització, és a dir, homeomorfismes o difeomorfismes de {\displaystyle \Sigma }. Quan {\displaystyle M} és orientable en el temps, la corba està orientada si cal que el canvi de paràmetre sigui monòton.
Corbes (o camins) regulars suaus en {\displaystyle M} es poden classificar segons els seus vectors tangents. Una corba així és
- cronològic (o de tipus temporal ) si el vector tangent és de tipus temporal en tots els punts de la corba. També anomenada línia d'univers.[4]
- nul si el vector tangent és nul en tots els punts de la corba.
- espaial si el vector tangent és espaial en tots els punts de la corba.
- causal (o no espacial ) si el vector tangent és temporal o nul en tots els punts de la corba.[5]

## Geometria conformal
Dues mètriques {\displaystyle \,g} i {\displaystyle {\hat {g}}} estan relacionats conformement si {\displaystyle {\hat {g}}=\Omega ^{2}g} per alguna funció real {\displaystyle \Omega } anomenada factor conformal. (Vegeu el mapa conformal).
Si mirem les definicions de quins vectors tangents són de tipus temporal, nul i espacial, veiem que romanen sense canvis si fem servir {\displaystyle \,g} o {\displaystyle {\hat {g}}}. Com a exemple, suposem {\displaystyle X} és un vector tangent similar al temps respecte a la {\displaystyle \,g} mètrica. Això significa que {\displaystyle \,g(X,X)<0}. Aleshores tenim que {\displaystyle {\hat {g}}(X,X)=\Omega ^{2}g(X,X)<0} així {\displaystyle X} és un vector tangent similar al temps respecte a la {\displaystyle {\hat {g}}} també.
D'això es desprèn que l'estructura causal d'una varietat lorentziana no es veu afectada per una transformació conforme.
Una geodèsica nul·la roman com a geodèsica nul·la sota un reescalament conforme.

## Infinit conformal
Una mètrica infinita admet geodèsiques de longitud/temps propi infinits. No obstant això, de vegades podem fer un reescalat conformal de la mètrica amb un factor conformal que cau prou ràpidament fins a 0 a mesura que ens acostem a l'infinit per obtenir el límit conformal de la varietat. L'estructura topològica de la frontera conformal depèn de l'estructura causal.
- Les geodèsiques semblants al temps dirigides al futur acaben a {\displaystyle i^{+}}, l'infinit futur semblant al temps.
- Les geodèsiques semblants al temps dirigides al passat acaben a {\displaystyle i^{-}}, el temps passat com l'infinit.
- Les geodèsiques nul·les dirigides al futur acaben a ℐ +, l'infinit nul futur.
- Les geodèsiques nul·les dirigides al passat acaben a ℐ −, l'infinit nul del passat.
- Les geodèsiques de tipus espacial acaben en un infinit de tipus espacial.

## Singularitat gravitacional
Si una geodèsica acaba després d'un paràmetre afí finit, i no és possible estendre la varietat per estendre la geodèsica, aleshores tenim una singularitat.
- Per als forats negres, el límit temporal futur acaba en una singularitat en alguns llocs.
- Per al Big Bang, la frontera semblant al temps passat també és una singularitat.

L'horitzó absolut d'esdeveniments és el con nul passat de l'infinit futur semblant al temps. Es genera mitjançant geodèsiques nul·les que obeeixen l'equació òptica de Raychaudhuri.